# One Wish
Az One Wish című dal a svéd Roxette 2006. október 9-én megjelent első kimásolt kislemez a duó gyűjteményes A Collection of Roxette Hits: Their 20 Greatest Songs! című lemezéről. A felvételeket 2006. júniusában rögzítették, és ez volt az első felvétel Marie Fredriksson 2002-es diagnosztizált agydaganata óta. A dalhoz készült videót a korábban többszöri kliprendező Jonas Åkerlund rendezte. A dal 2006-ban Svédország 20 legkelendőbb kislemezei közé tartozott.

## Promóció
A kislemez B. oldalán több esetben egy korábban megjelent megamixet tartalmazott a "The Rox Medley"-t, melyet Lundquist, Öfwerman, és Jimmy Monell mixelt, és felügyelt. Olyan dalokból áll, mint a The Look, Joyride, Listen to Your Heart, Dangerous, It Must Have Been Love és a Fading Like a Flower (Every Time You Leave Me). Ezt korábban olyan digitális csatornákon tették közzé, mint az iTunes. A CD kislemez szintén tartalmazta a Must Have Been Love (Christmas for the Broken Hearted) 1987-es változatát, valamint egy Fredriksson által komponált dalt, a "Turn to Me" címűt.
A videót Jonas Åkerlund rendezte, mely régi és új képek keveréke volt más zenei videókból, melyeket a Roxette készített az évek során. A kislemez jól teljesített a Skandináv területen, és a svéd kislemezlistán a 3. helyre került. A finn kislemezlistán viszont az első öt helyezett között szerepelt. Spanyolországban a 3. helyen végzett. Németországban az 50. míg Ausztriában és Svájcban az 56. helyet érte el.

## Megjelenések
Minden dalt Per Gessle írt. Kivéve a  "Turn to Me" címűt, melyet Marie Fredriksson.
- CD Maxi  Európai Unió EMI 3718902

1. "One Wish" – 3:04
2. "The Rox Medley" – 4:40

- CD Maxi

1. "One Wish" – 3:04
2. "The Rox Medley" – 4:40
3. "It Must Have Been Love (Christmas for the Broken Hearted)" – 4:48
4. "Turn to Me" – 2:58

## Slágerlista
| Slágerlista (2006)                  | Legjobb helyezések |
| ----------------------------------- | ------------------ |
| Ausztria (Ö3 Austria Top 40)        | 56                 |
| Csehország (Rádio Top 100)          | 43                 |
| European Hot 100 (Billboard)        | 33                 |
| Finnország (Singlet Top 20)         | 5                  |
| Németország (Media Control Charts)  | 50                 |
| Hollandia (Single Top 100)          | 96                 |
| Portugal (Portuguese Singles Chart) | 14                 |
| Spanyolország (PROMUSICAE)          | 3                  |
| Svédország (Sverigetopplistan)      | 2                  |
| Svájc (Schweizer Hitparade)         | 56                 |

| Slágerlista (2006)                  | Helyezések |
| ----------------------------------- | ---------- |
| Swedish Singles (Sverigetopplistan) | 18         |